# 小行星5437
小行星5437是一颗围绕太阳公转的小行星。1990年2月26日，亨利·德波鸿诺在拉西拉天文台发现了此天体。
这颗小行星的绝对星等为335.15368等。